# Scolopendrium ceterach
Scolopendrium ceterach là một loài dương xỉ trong họ Aspleniaceae. Loài này được Symons mô tả khoa học đầu tiên năm 1798.
Danh pháp khoa học của loài này chưa được làm sáng tỏ. 